# Vertzami
‘Vertzami’ ist der Name einer griechischen Rotweinsorte, die von der Anbaufläche her nur eine untergeordnete Rolle spielt (491 ha, Stand 1999), qualitativ aber zu den aufstrebenden Reben des Landes zählt.

## Abstammung, Herkunft, Verbreitung
Vermutlich liegt ein Verwandtschaft mit der italienischen Sorte ‘Marzemino’ vor. Sie ist mit der Sorte Lefkas auf Cypern ident.
Auf den ionischen Insel wird die ‘Vertzami’ noch in geringem Umfang auf der Westpeloponnes und im westlichen Zentralgriechenland angebaut, wo sie aber fast ausschließlich als Färbertraube Verwendung findet. Im Jahr 1930 wurde sie auf Kreta eingeführt, konnte sich dort jedoch nicht durchsetzen.

## Ampelographische Sortenmerkmale
- Die Triebspitze ist offen. Sie ist weißwollig behaart. Die Jungblätter sind nur schwach wollig behaart und bronzefarben gefleckt (Anthocyanflecken).
- Die großen Blätter sind fast rundlich, meist ganz oder schwach dreilappig. Die Stielbucht ist lyren-förmig geschlossen. Das Blatt ist stumpf gezähnt. Die Zähne sind im Vergleich der Rebsorten groß. Die Blattoberfläche ist blasig derb.
- Die kegel- bis walzenförmige Traube ist geschultert, mittelgroß bis groß und dichtbeerig. Die rundlichen bis ovalen Beeren sind mittelgroß und von dunkelblauer bis violettblauer Farbe. Die Schale der Beere ist dickhäutig. Die saftigen Beeren verfügen über einen adstringierenden Charakter.

Die Rebsorte ‘Vertzami’ ist sehr wüchsig und ertragsstark.
Reife:  ca. 25 Tage nach dem ‘Gutedel’ – spätreifend.

## Wein
Weine aus der Vertzami werden meist nur relativ kurz gemaischt, da die Extraktion von Farbe und Aromen schon nach etwa 48 Stunden ihren Höhepunkt erreicht hat. Der Rotwein ist sehr dunkel gefärbt, reich an Beeren-, Lorbeer- und Zimtaromen. Der Tanninkörper ist moderat und er besitzt eine gute Säurestruktur und ist meist alkoholstark.
In den internationalen Handel kommen bisher nur Produkte einer Kellerei aus Patras. Dieser ‘Vertzami’ ist ein Cuvée aus 60 % ‘Vertzami’ und 40 % ‘Cabernet Franc’.

## Eigenschaften
Die Rebe ist robust, recht ertragreich und gegen die meisten Rebkrankheiten bis auf den Falschen Mehltau wenig anfällig. Sie benötigt karge, kalkhaltige Böden, Wassermangel verträgt sie schlecht.

## Synonyme
‘Balsamina Nera’, ‘Barsami’, ‘Barzami’, ‘Bertzami’, ‘Deykaditiko’, ‘Lefkada’, ‘Lefkaditiko’, ‘Lefkas’, ‘Leukas’, ‘Logothetis’, ‘Martzabi’, ‘Martzami’, ‘Martzavi’, ‘Marzavi’, ‘Marzemina’, ‘Mavro’, ‘Mpertzami’, ‘Varsami’, ‘Vartzami’, ‘Vartzami Noir’, ‘Vartzamu’, ‘Varzami’, ‘Versami’.